# Jakub Kujawiński
Jakub Kujawiński – polski historyk, doktor habilitowany nauk humanistycznych. Specjalizuje się w historii średniowiecza. Adiunkt na Wydziale Historii Uniwersytetu im. Adama Mickiewicza w Poznaniu.
Stopień doktorski uzyskał w 2010 na podstawie pracy pt. Wernakularna kolekcja historiograficzna z rękopisu francuskiego nr 688 z Biblioteki Narodowej w Paryżu. Studium źródłoznawcze (promotorem był prof. Jerzy Strzelczyk). Habilitował się w 2020 na podstawie oceny dorobku naukowego i cyklu publikacji pt. Dziejopisarstwo średniowieczne między recepcją a krytyką historyczną. Analizy z historii historiografii między XI i XXI stuleciem.